# Jeronimus Xavery
Hieronymus (Jeronimus) Xavery (gedoopt Antwerpen, 9 juni 1639 – aldaar, 29 januari 1724) was een Zuid-Nederlands beeldhouwer.

## Leven en werk
Jeronimus Xavery werd in de Antwerpse parochie Onze Lieve Vrouwe Zuid gedoopt als Hieronymus, zoon van Johannes Savery/Xavery en Johanna Boochmans. Zowel Jeronimus als zijn broer Pieter Xavery werden beeldhouwer, hij werd daarvoor opgeleid bij Jacques Couplet. Xavery was lid van het Antwerpse Sint-Lucasgilde.
In 1661 trouwde Jeronimus Xavery met Anna Tournois. Uit dit huwelijk werd onder anderen Albert Xavery geboren, die net als diens zoon Jan-Baptist Xavery ook voor het beeldhouwersvak koos. In 1674 was Jeronimus in Leiden getuige bij de doop Petronella, dochter van zijn dan al overleden broer Pieter Xavery.